# Strzelenka
Strzelenka – rzeka na Pojezierzu Kaszubskim, o długości 16,7 kilometra, wypływająca z jeziora Tuchom.
Płynie przez wsie Rębiechowo i Pępowo. Wpada do rzeki Raduni niedaleko wsi Lniska.
W latach 1807–1814 na rzece na odcinku od miejscowości Rębiechowo do ujścia do rzeki Raduni przebiegała granica Wolnego Miasta Gdańska.

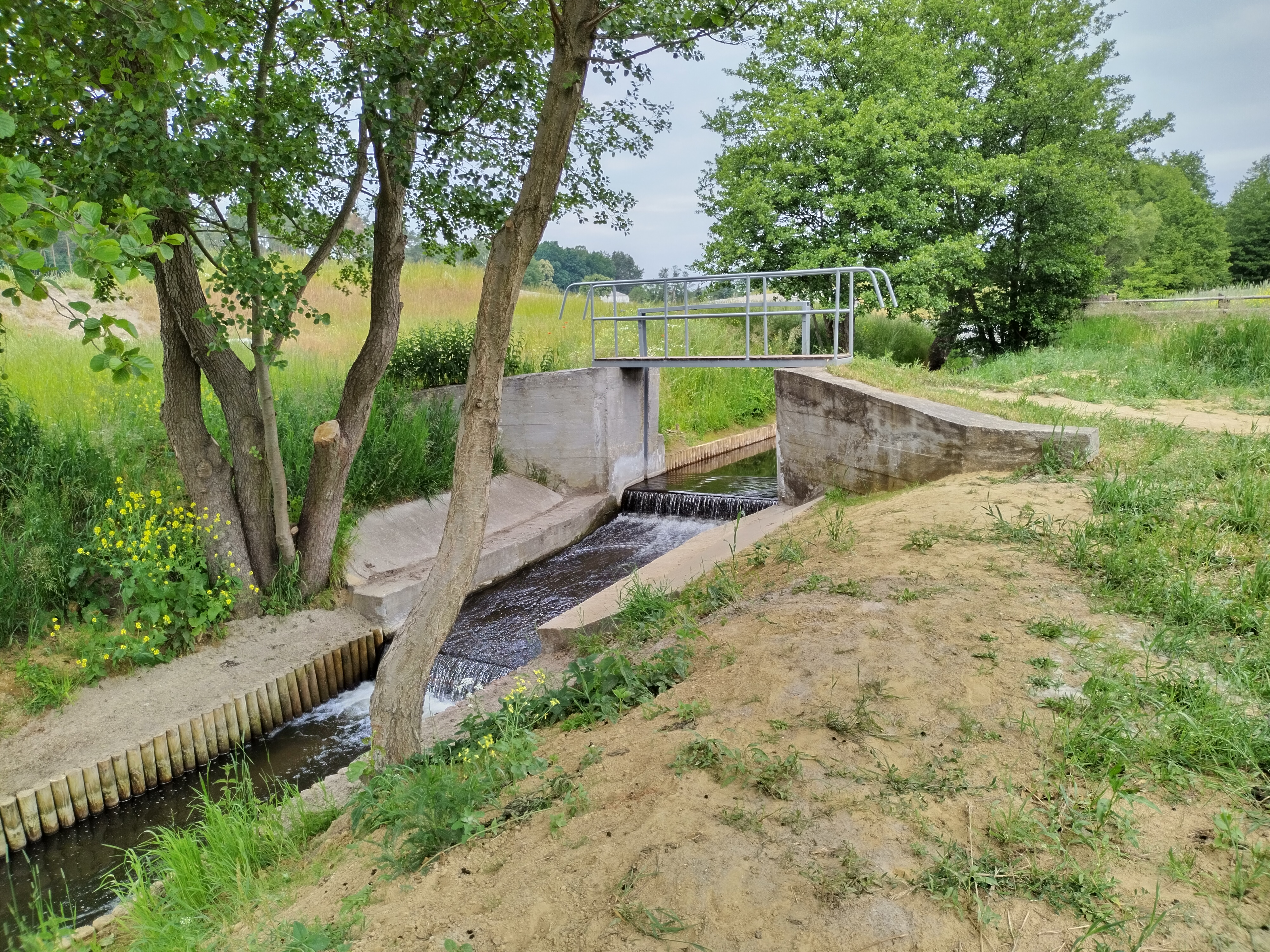
Jaz na rzece Strzelence w Rębiechowie.